# Методика дополнения
Мето́дика дополне́ния — один из экспериментальных приёмов психолингвистики. Процедура заключается в том, что в тексте пропускается каждое n-ное слово (обычно это каждое 5-е), а испытуемых просят восстановить текст на основании оставшегося контекста (как правило, только левого). Результаты используются также при определении степени понимания незнакомого текста.

## Примеры применения методики

### Эксперимент с научной фантастикой
В одном из экспериментов испытуемым предъявлялся разрушенный текст научно-фантастической тематики. Параллельно им же предъявлялся психодиагностический опросник. Те испытуемые, которые успешно восстановили этот текст, оказались и по психологическому профилю похожими на писателей научной фантастики: у них был такой же сниженный уровень социализованности и такой же повышенный уровень тревожности. Были и различия, в частности, читатели оказались склонными к ипохондричности, а писатели — к стеничности.